# آل الطريقى

تعديل مصدري - تعديل

آل الطريقى هي إحدى قرى عزلة  الوضيع بمديرية الوضيع التابعة لمحافظة أبين، بلغ تعداد سكانها 141 نسمة حسب تعداد اليمن لعام 2004.